# 23 August, Constanța
23 August (în trecut, Tatlageacu Mare și Domnița Elena) este satul de reședință al comunei cu același nume din județul Constanța, Dobrogea, România. Este traversat de șoseaua Constanța - Mangalia. La recensământul din 2002 avea o populație de 2.646 locuitori.

## Alte denumiri
- În limba turcă: Büyük Tatlıcak;
- În limba tătară crimeeană: Balaban Tatlıcaq;
- Dulceni[3]
- Tatlageacul Mare (1878-1929);
- Domnița Elena (1929[4]-1948);
- Unirea (1994-1996)[5].

## Populația
- Total: 5.289[6] din care:
  - 4.802 români
  - 487 tătari

## Economia
Cea mai mare parte a populației localității se ocupă cu agricultura (6.534 de hectare). Altă parte importantă a populației lucrează pe șantierele navale de la Mangalia. Un număr neprecizat de persoane lucrează, în timpul sezonului estival, în stațiunile din apropiere, de la Marea Neagră.